# Ueda Kenkichi
Ueda Kenkichi (植田 謙吉 Thực Điền Khiêm Cát), (8 tháng 3 năm 1875 - 11 tháng 9 năm 1962) là một Đại tướng Lục quân Đế quốc Nhật Bản, tham gia Chiến tranh Trung - Nhật, Chiến tranh biên giới Xô - Nhật cuối thập niên 1930.

## Tiểu sử
Sinh ra ở tỉnh Osaka, Ueda tốt nghiệp khóa 10 Trường Sĩ quan Lục quân (Đế quốc Nhật Bản) năm 1898 và khóa 21 của Trường Sĩ quan Tham mưu năm 1908. Ông được giao chỉ huy Lữ đoàn Kị binh 9 thuộc Sư đoàn Bộ binh 18 (Lục quân Đế quốc Nhật Bản), sau đó được chuyển tới Sư đoàn Bộ binh 16 Đế quốc Nhật Bản. Năm 1918, là một trong những sĩ quan trong quân đội tham gia Viễn chinh Siberi, Ueda được thăng hàm Đại tá vào năm sau.
Năm 1923, Ueda được thăng hàm Thiếu tướng năm 1923 và được chỉ định chỉ huy Sư đoàn Kị binh 3.
Năm 1928, được thăng hàm Trung tướng, năm sau Ueda trở thành Tổng tư lệnh của Quân đội Nhật Bản đồn trú ở Trung Quốc, ông giữ chức chỉ huy cho đến năm 1930. Chỉ huy Sư đoàn 9 (Lục quân Đế quốc Nhật Bản) từ năm 1930 đến năm 1932, lực lượng của Ueda tham gia nhiều trận đánh quan trọng chống lại các lực lượng của Trung Quốc trong thời gian Nhật Bản chiếm đóng Mãn Châu.
Ueda bị mất chân trái trong vụ đánh bom ngày 29 tháng 4 năm 1932 ở Thượng Hải, bởi một sát thủ người Hàn Quốc tên Yoon Bong Gil, đích nhắm là cấp trên của ông, đại tướng Shirakawa Yoshinori. Sau đó, Ueda trở lại Nhật Bản làm Phó Tổng tham mưu trưởng Lục quân Nhật Bản, rồi làm Tư lệnh Triều Tiên quân ở Triều Tiên. Năm 1934 được thăng hàm Đại tướng, Ueda trở lại Mãn Châu giữ chức Tư lệnh của Đạo quân Quan Đông từ năm 1936 đến năm 1939. Năm 1939, ông là một thành viên của Hội đồng Chiến tranh tối cao.
Một người tin tưởng triệt để học thuyết Bắc tiến (北進論, hokushin-ron), kẻ thù chính của Nhật Bản là chủ nghĩa Cộng sản và số phận Nhật Bản nằm trong các cuộc chinh phục các nguồn tài nguyên thiên nhiên ở phía Bắc châu Á, Ueda ủng hộ các xung đột ở vùng biên giới Hàn Quốc, Mãn Châu giáp với Liên Xô, Mông Cổ dẫn đến thương vong nặng và chiến đấu chống lại quân đội Liên Xô trong chiến dịch Khalkhyn Gol vào giữa tháng 5 và tháng 8 năm 1939.
Mặc dù những trận chiến chống lại quân đội Xô Viết gây ra những kết quả tệ, Ueda vẫn tiếp tục hỗ trợ cho học thuyết hokushin-ron. Ông được triệu về Nhật Bản vào cuối năm 1939 và buộc phải nghỉ hưu.
Ueda sống lặng lẽ qua hết chiến tranh thế giới thứ 2, và mất năm 1962.